# Chitungwiza
Chitungwiza é um subúrbio de Harare, capital do Zimbabwe. Chitungwiza está situada a aproximadamente 9 km a sul de Harare e fica na província de Mashonaland Este. Foi formada em 1978 a partir de três municípios: Seke, Zengeza e Saint Mary.
Chitungwiza conseguiu o estatuto de município em 1981 e o de centro urbano de maior crescimento e terceira cidade em número de habitantes no Zimbabwe. A sua população ascende a 346 346 habitantes (2006), a maioria dos quais trabalha em Harare, pois o desenvolvimento da indústria local é muito reduzido.